# Onatas

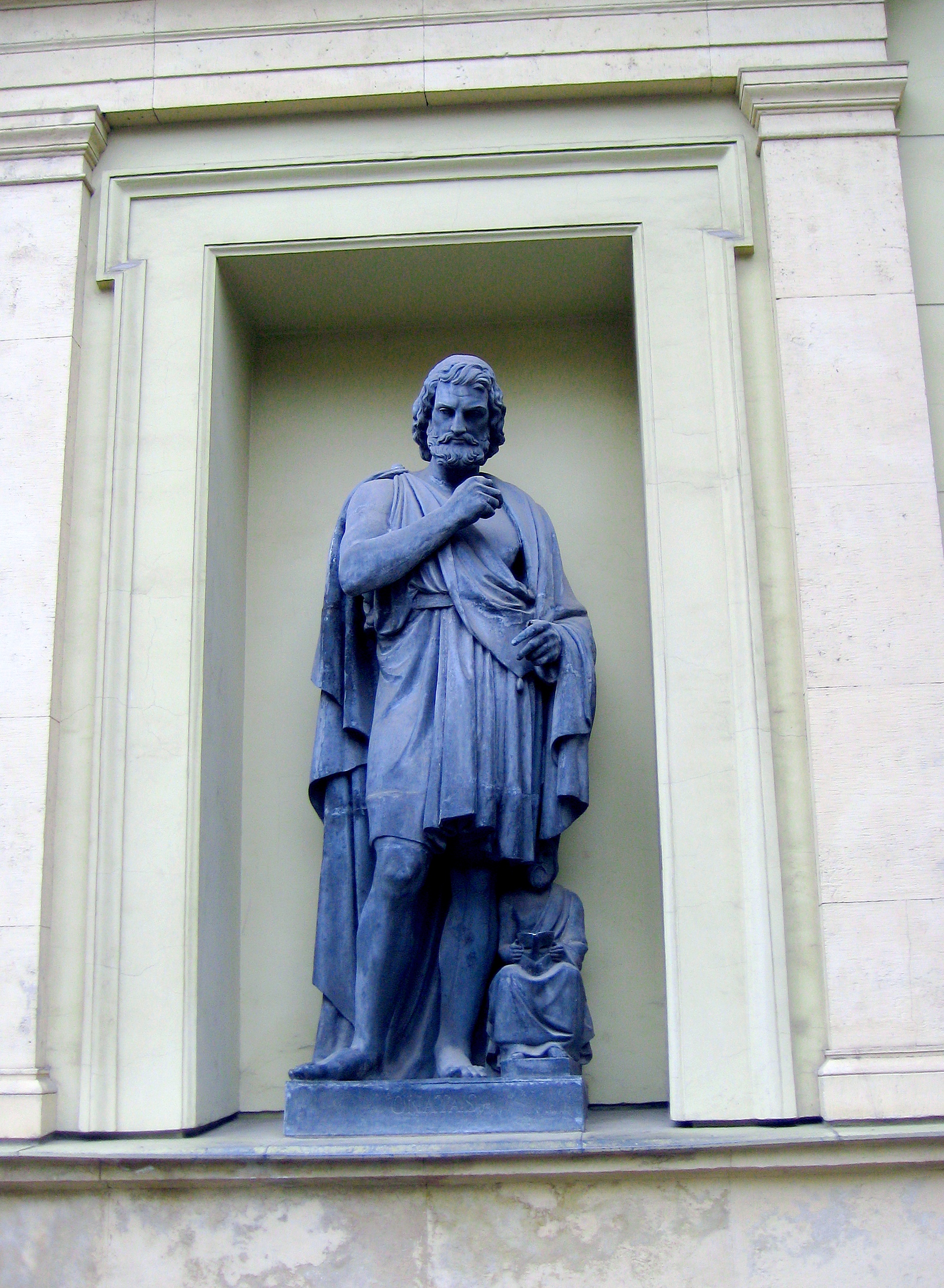
Statue von Onatas in Sankt Petersburg

Onatas (griechisch Ὀνάτας Onátas) war ein griechischer Bildhauer und Erzgießer der Schule von Aigina, der in der ersten Hälfte des 5. Jahrhunderts v. Chr. tätig war. Er war der Sohn des Bildhauers Mikon und gilt als einer der wichtigsten Vertreter des Strengen Stils.
Von seinen Werken ist keines im Original oder gesichert durch Kopien erhalten. Durch inschriftliche und literarische Zeugnisse ist bekannt, dass er Statuen für Aigina, Athen, Olympia und Delphi schuf. In der Neuen Eremitage in Sankt Petersburg befindet sich eine Statue zu seinen Ehren. 

## Werke
Vom Werk Onatas sind nur Inschriften auf Statuenbasen erhalten, in der Literatur bezeugte Werke wurden vielfach mit Kopien und Ableitungen in Zusammenhang gebracht, wobei keines dieser Werke sicher auf Onatas zurückführbar ist.
Reiterstatue in Athen
Auf der Akropolis in Athen fand sich seine Signatur auf einer marmornen Pfeilerbasis in attischer Form, die wegen des Schriftbilds auf das frühe 5. Jahrhundert v. Chr. datiert werden kann. Die Spuren auf der Basis weisen die Skulptur als ein unterlebensgroßes Bronzepferd aus, die auf der Basis angebrachte Weihinschrift legt nahe, dass der Stifter Timarchos ein Reiterbildnis von sich selbst an die Göttin Athena stiftete.
Basis aus Olympia
In Olympia fand sich eine Pfeilerbasis aus Kalkstein, deren Inschrift zu Onatas ergänzt wurde. Die Spuren der Basis deuten auf eine Kleinplastik hin, möglicherweise einen Adler, geweiht wurde sie von einem Pythion aus Byzantion.
Apollon in Pergamon

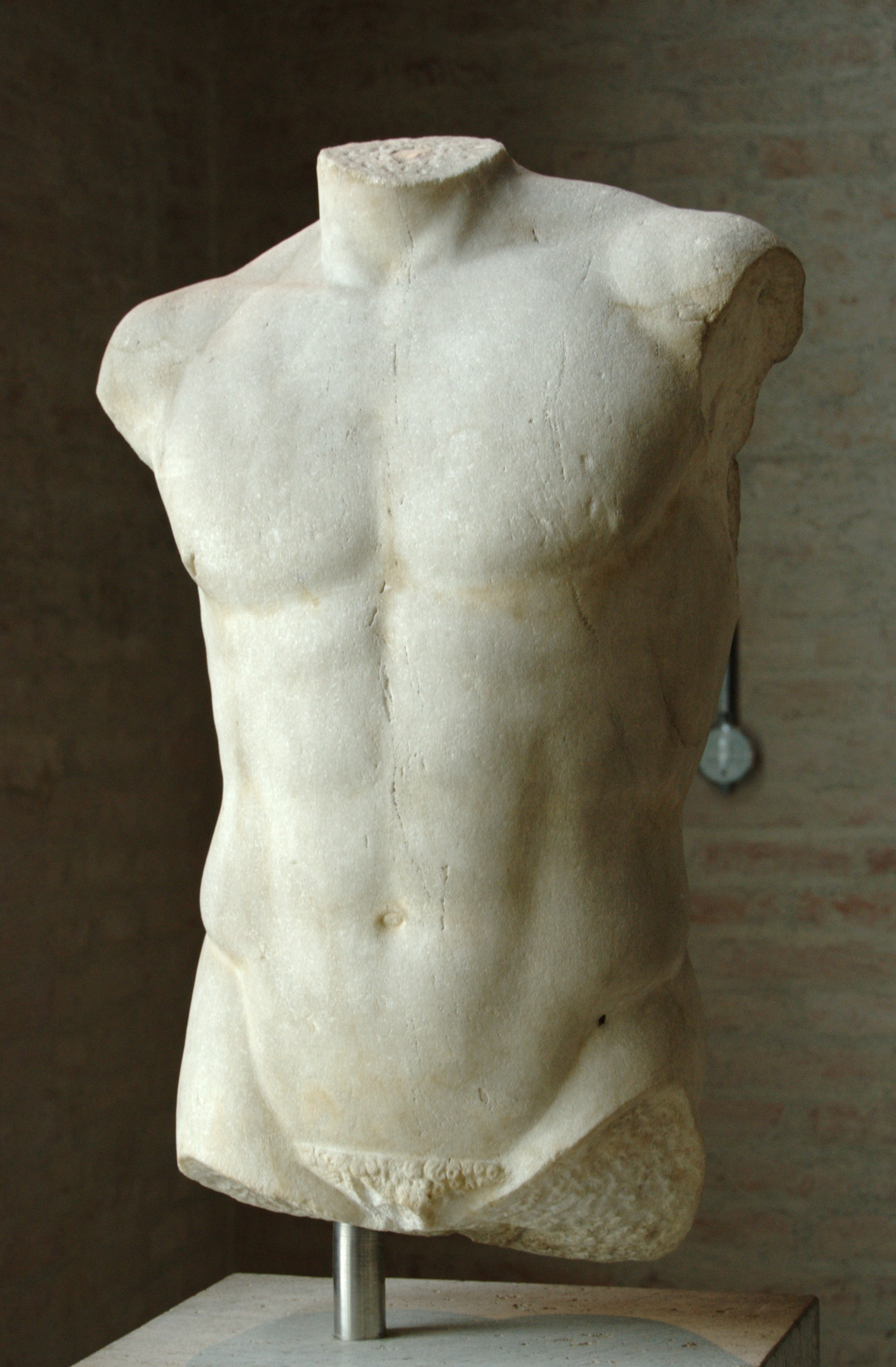
Torso des Apollon, der mit dem Apollon aus Pergamon in Verbindung gebracht wird

Die Signatur Onatas findet sich auf einer in Pergamon gefundenen Statuenbasis, der Schrift nach stammt diese Signatur aus dem frühen 2. Jahrhundert v. Chr. Pausanias, der das Werk im 2. Jahrhundert betrachtete, lobt es wegen seiner Größe und seiner Kunstfertigkeit. Wahrscheinlich stand die Statue ursprünglich im Stadtheiligtum von Aigina, bis um 210 v. Chr. Attalos I. die Insel erwarb und daraufhin die Statue mit anderen Kunstwerken nach Pergamon verbracht wurde. Dort wurde sie mit einer neuen Basis versehen und erneut dem Apollon geweiht. Die Satue entstand vor 459 v. Chr., da nach diesem Datum Krieg mit Athen herrschte, der mit einem erzwungenen Beitritt in den attischen Seebund endete.
Statue des Hermes als Widderträger
Pausanias berichtet von einer Statue des widdertragenden Gottes Hermes, die als Weihegabe von Pheneos nach Olympia gegeben wurde. Der Typus des widdertragenden Hermes als Gott der Hirten ist peloponnesischen Ursprungs. Nach der Beschreibung des Pausanias war Hermes mit Chiton, Chlamys und einem Filzhut bekleidet und hielt den Widder unter dem Arm, was dem ursprünglich peloponnesischen Bildprogramm entspricht.
Kolossalstatue des Herakles
Eine Kolossalstatue des Herakles stand als Weihgeschenk der Thasier östlich vor dem Zeustempel in Olympia, die anlässlich eines Sieges gegen die Peuketier gestiftet wurde. Die Statue wie die Basis waren aus Bronze, die Statue selbst zehn Ellen hoch. In der rechten Hand hielt Herakles seine Keule, in der linken einen Bogen. Kalliteles oder Kalynthos werden im Epigramm als Mitarbeiter genannt, nach Pausanias Schüler oder Sohn des Onatas, der wohl für sekundäre Aufgaben zuständig war.
Demeter Melaina
Tarentinerweihgeschenk in Delphi
Weihgeschenk des Hieron von Syrakus in Olympia
Achaierweihgeschenk in Olympia